# معاون رئیس‌جمهور ایالات متحده آمریکا
معاون رئیس‌جمهور ایالات متحده آمریکا شخص دوم در دستگاه اجرایی کشور ایالات متحده آمریکا و بر اساس قانون اساسی، رئیس رسمی مجلس سنای ایالات متحده آمریکا است.
معاون رئیس‌جمهور پس از رئیس‌جمهور دومین مقام ارشد قوه مجریه دولت فدرال ایالات متحده است و در خط جانشینی ریاست جمهوری رتبه اول را دارد. معاون رئیس‌جمهور همچنین به عنوان رئیس مجلس سنا یک مقام ارشد در قوه مقننه هم هست. در این سمت، معاون رئیس‌جمهور اختیار ریاست در جلسات مجلس سنا را دارد، اما حق رأی ندارد، مگر برای رأی دادن به شکست تساوی ۵۰–۵۰ میان سناتورها. معاون رئیس‌جمهور به همراه رئیس‌جمهور برای یک دوره چهار ساله به‌طور غیرمستقیم توسط مردم از طریق مجمع گزینندگان انتخاب می‌شود.
مقام معاون ریاست‌جمهوری در دوران معاصر دارای قدرت قابل توجهی است و به عنوان بخشی جدایی‌ناپذیر از دولت رئیس‌جمهور دیده می‌شود. در حالی که ماهیت دقیق نقش در دوره هر رئیس‌جمهور متفاوت است، بیشتر معاونین در دوره معاصر به عنوان مشاور اصلی ریاست جمهوری، شریک حاکم و نماینده رئیس‌جمهور خدمت می‌کنند. معاون رئیس‌جمهور همچنین عضو قانونی شورای امنیت ملی است و بنابراین نقش مهمی در امور امنیت ملی دارد. با گسترش نقش معاون رئیس‌جمهور در قوه مجریه، نقش او در قوه مقننه کمتر شده است. به عنوان مثال، معاونان رئیس‌جمهور اکنون به ندرت برای ریاست جلسات در سنا حاضر می‌شوند.
نقش معاونت ریاست جمهوری از زمان ایجاد منصب در طول کنوانسیون قانون اساسی ۱۷۸۷ به‌طور چشمگیری تغییر کرده است. معاون ریاست جمهوری، برای بسیاری از تاریخ کشور یک منصب تشریفاتی محسوب می‌شد، به ویژه پس از متمم دوازدهم قانون اساسی ایالات متحده آمریکا که اعلام می‌کرد معاونین رئیس‌جمهور دیگر نفر دوم انتخابات ریاست جمهوری نیستند. نقش معاون رئیس‌جمهور با ایجاد دفتر معاون رئیس‌جمهور در قوه مجریه در سال ۱۹۳۹، از اهمیت بیشتری برخوردار شد و از آن زمان تا حالا بسیار بیشتر شده است. معاون ریاست جمهوری به دلیل قدرت و اعتبار بالا، اکنون مانند پله‌ای برای ریاست جمهوری قلمداد می‌شود. از دهه ۱۹۷۰، اقامتگاه رسمی معاون رئیس‌جمهور در شماره یک میدان رصدخانه قرار دارد.
قانون اساسی صریحاً معاون ریاست جمهوری را به هیچ‌یک از شاخه‌ها اختصاص نداده و باعث ایجاد اختلاف بین حقوقدانان در مورد این که این دفتر به کدام شاخه دولت تعلق دارد: ۱) قوه مجریه، ۲) قوه مقننه، ۳) هر دو یا ۴) هیچ‌کدام. دیدگاه معاصر به معاون رئیس‌جمهور به عنوان یک مقام قوه مجریه - تقریباً جدا از قوه مقننه - ناشی از انتصاب اختیارات اجرایی به معاون رئیس‌جمهور توسط رئیس‌جمهور یا کنگره است. با این وجود، معاونین رئیس‌جمهور معاصر اغلب قبلاً در کنگره خدمت کرده‌اند و معمولاً وظیفه کمک به پیشبرد سیاست‌های دولت در کنگره را دارند.
جی‌دی ونس هم‌اکنون به عنوان پنجاهمین معاون رئیس‌جمهور ایالات متحده خدمت می‌کند

## تاریخچه

### قرن نوزدهم و اوایل قرن بیستم
در ابتدای تأسیس ایالات متحده مقام معاون رئیس‌جمهور به فردی که در انتخابات ریاست جمهوری نفر دوم می‌شد، اعطا می‌شد. این باعث اختلاف نظر زیاد میان رئیس‌جمهور و معاونش می‌شد و در نهایت باعث می‌شد که معاون رئیس‌جمهور بیشتر به مقامی تشریفاتی تبدیل شود و بیشتر از قوه مجریه به عنوان رئیس جلسات مجلس سنا به امور قوه مقننه بپردازد. دو معاون اول رئیس‌جمهور، جان آدامز و توماس جفرسون، که هر دو به دلیل دوم شدن در رقابت‌های ریاست جمهوری معاونت را بدست آوردند، به‌طور منظم ریاست سنا را بر عهده داشتند و کارهای زیادی را برای شکل‌دادن به نقش رئیس سنا انجام دادند.
ظهور احزاب سیاسی و مبارزات انتخاباتی با هماهنگی ملی در طول دهه ۱۷۹۰ (که طراحان قانون اساسی آن را پیش‌بینی نمی‌کردند) به سرعت برنامه انتخابات را در قانون اساسی اصلی ناکام گذاشت. در انتخابات سال ۱۷۹۶، جان آدامز از حزب فدرالیست، مقام ریاست جمهوری را به دست آورد، اما رقیب سرسخت او، توماس جفرسون، از حزب دموکرات-جمهوری‌خواه، دوم شد و معاون رئیس‌جمهور شد؛ بنابراین، رئیس‌جمهور و معاون رئیس‌جمهور از احزاب مخالف یکدیگر بودند و جفرسون از معاونت ریاست جمهوری برای ناکام گذاشتن سیاست‌های رئیس‌جمهور استفاده می‌کرد. پس از آن، این سیستم از طریق متمم دوازدهم قانون اساسی اصلاح شد تا در انتخابات ۱۸۰۴ مورد استفاده قرار گیرد. در این متمم مقرر شد که معاون رئیس‌جمهور در هنگام انتخابات به عنوان کسی که خود رئیس‌جمهور انتخاب کرده به همراه او برگه رأی‌گیری حضور یابد.

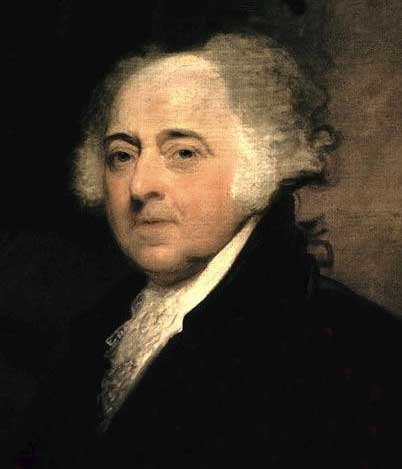
جان آدامز، اولین معاون رئیس‌جمهور ایالات متحده آمریکا

دفتر معاون رئیس‌جمهور در بیشتر دوران، چیزی بیش از یک موقعیت جزئی تلقی نمی‌شد. جان آدامز، اولین معاون، اولین کسی بود که از مقام به علت "بی اهمیت بودن کامل" ناامید شد. وی برای همسرش ابیگل آدامز نوشت: "کشور من در ذهن خود بی اهمیت‌ترین مقامی را که تاکنون اختراع انسان بوده است برای من ساخته است … ". هری ترومن، که در اواخر دوران فرانکلین روزولت به عنوان معاون رئیس‌جمهور خدمت می‌کرد، گفت که مقام به اندازه" پنجمین پستان گاو مفید است ". توماس آر. مارشال، بیست و هشتمین معاون رئیس‌جمهور، گفته: "یک بار دو برادر بودند. یکی به دریا فرار کرد و دیگری به عنوان معاون رئیس جمهور ایالات متحده انتخاب شد. و دیگر چیزی از هیچ یک از آنها شنیده نشد.""
تا سال ۱۹۱۹، معاونان رئیس‌جمهور حتی در جلسات کابینه هم حضور نداشتند. وقتی رئیس‌جمهور وودرو ویلسون در فرانسه مشغول مذاکرات بر سر پیمان ورسای بود از معاونش توماس آر. مارشال خواست که ریاست جلسات هیئت دولت را بر عهده گیرد و سنت‌شکنی کرد.

### احساس نیاز به معاونی قدرتمند
در سال ۱۹۳۳، فرانکلین روزولت با دعوت مستمر معاون رئیس‌جمهور به جلسات کابینه، که هر رئیس‌جمهور از آن زمان تا کنون آن را حفظ کرده است، اهمیت مقام را بالا برد. در آغاز دوره دوم روزولت، در ۲۰ ژانویه ۱۹۳۷، گارنر اولین معاون رئیس‌جمهور بود که در مراسم تحلیف همراه با رئیس‌جمهور، بر روی پله‌های ساختمان کپیتول سوگند یاد کرد. سنتی که تاکنون ادامه دارد. پیش از آن زمان، معاونان رئیس‌جمهور در مراسمی جداگانه در تالار سنا تحلیف می‌شدند.

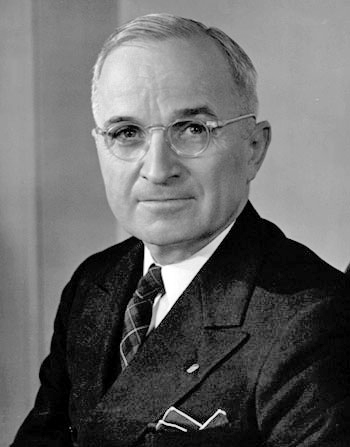
معاون رئیس‌جمهور و سپس رئیس‌جمهور هری ترومن.

هنری والاس، معاون رئیس‌جمهور دوره سوم روزولت (۱۹۴۱–۱۹۴۵)، مسئولیت‌های عمده ای را در طول جنگ جهانی دوم به عهده گرفت. با این حال، پس از اختلافات سیاسی متعدد بین والاس و سایر مقامات دولت روزولت و مقامات حزب دموکرات، حزب وی را در انتخابات ۱۹۴۴ به عنوان نامزد معاونت ریاست جمهوری معرفی نکرد. به جای او هری ترومن انتخاب شد. در طول معاونت ۸۲ روزه خود، ترومن بر خلاف والاس در مورد هیچ برنامه جنگی یا پس از جنگ، از جمله پروژه منهتن، قرار داده نشد و باعث شد ترومن با عصبانیت اظهار کند که کار معاون رئیس‌جمهور «رفتن به عروسی و تشییع جنازه» است. در نتیجه این تجربه، ترومن پس از مرگ روزولت و رسیدن به ریاست جمهوری، به اهمیت اطلاع‌رسانی به معاون رئیس‌جمهور در مورد مسائل امنیت ملی پی برد. کنگره معاون رئیس‌جمهور را در سال ۱۹۴۹ یکی از چهار عضو قانونی شورای امنیت ملی قرار داد.
اهمیت معاونت ریاست جمهوری در حالی که ریچارد نیکسون در کار بود (۱۹۵۳–۱۹۶۱) به رشد خود ادامه داد. هنگامی که رئیس‌جمهور دوایت آیزنهاور به او اجازه داد در غیاب او در جلسات کابینه را ریاست کند.
دفاتر معاونان رئیس‌جمهور تا سال ۱۹۶۱ در ساختمان کپیتول (مقر کنگره)، قرار داشت. لیندون بی. جانسون اولین معاون رئیس‌جمهور بود که در مجموعه کاخ سفید، در ساختمان دفتر اجرایی قدیمی، دفتری دریافت کرد. این دفتر از آن زمان به عنوان «دفتر تشریفات معاون رئیس‌جمهور» تعیین شده است و امروزه برای رویدادهای رسمی و مصاحبه‌های مطبوعاتی مورد استفاده قرار می‌گیرد. رئیس‌جمهور جیمی کارتر اولین رئیس‌جمهوری بود که به معاون خود، والتر ماندیل، دفتر کار در بال غربی کاخ سفید داد، که پس از آن همه معاونان رئیس‌جمهور آن را حفظ کرده‌اند. معاونان رئیس‌جمهور به دلیل وظیفه خود به عنوان رئیس مجلس سنا، هنوز علاوه بر دو دفتر در کاخ سفید، دفاتر و کارمندان خود در ساختمان کپیتول را هم حفظ کرده‌اند.

معاون رئیس‌جمهور دیک چینی

دوران تصدی دیک چینی (۲۰۰۱–۲۰۰۹) شاهد افزایشی شدید در قدرت دفتر معاون رئیس‌جمهور بود. معاون رئیس‌جمهور چینی از قدرت فوق‌العاده ای برخوردار بود و اغلب بدون اطلاع رئیس‌جمهور جورج دبلیو بوش، به تنهایی تصمیمات سیاسی را اتخاذ می‌کرد. در زمان مبارزات انتخاباتی ریاست جمهوری سال ۲۰۰۸، هر دو نامزد معاونت ریاست جمهوری، سارا پیلین و جو بایدن، اظهار داشتند که مقام تحت تصدی چینی بیش از حد گسترش یافته است. هر دو گفتند که نقش را در حد مشاور رئیس‌جمهوری کاهش می‌دهند.

## وظایف معاون رئیس‌جمهور

### ریاست مجلس سنا
ماده ۱، بخش ۳، بند ۴ قانون اساسی ایالات متحده آمریکا عنوان معاون رئیس مجلس سنا را به معاون رئیس‌جمهور اعطا می‌کند و او را مجاز به ریاست جلسات سنا می‌کند. در این سمت، معاون رئیس‌جمهور مسئول برقراری نظم و تصمیم، اجازه به اعضا برای صحبت و انجام اقدامات مورد نیاز است. با این‌که رئیس سنا در رأی‌گیری‌های معمولی شرکت نمی‌کند اما دارای حق برای شکستن تساوی میان رأی سناتورهاست. در سنای کنونی ایالات متحده ۱۰۰ سناتور حضور دارند. در صورت تساوی ۵۰–۵۰ میان رأی سناتورها در، رئیس سنا وارد عمل می‌شود و با رأی تساوی‌شکن خود نتیجه نهایی رأی‌گیری را مشخص می‌کند. در عمل، تعداد دفعات استفاده معاونین رئیس‌جمهور از این حق بسیار متفاوت بوده است. جان سی. کلهون با ۳۱ رأی رکورددار است و پس از او جان آدامز با ۲۹ رأی قرار دارد. مایک پنس در طول چهار سال ریاست خود (۲۰۱۷–۲۰۲۱) ۱۳ رأی تساوی‌شکن داد. در حالی که رئیس پیش از او جو بایدن، در طول هشت سال ریاست خود (۲۰۰۹–۲۰۱۷) هیچگاه نتوانست از رأی تساوی‌شکن استفاده کند.

### رئیس جلسات استیضاح
معاون رئیس‌جمهور ممکن است در مقام ریاست مجلس سنا، ریاست اکثر دادرسی‌های استیضاح مسئولان فدرال را بر عهده داشته باشد، هرچند قانون اساسی به‌طور خاص آن را لازم نمی‌داند.
در این مورد استثنایی هم وجود دارد. هر زمان رئیس‌جمهور ایالات متحده مورد استیضاح قرار گیرد، قانون اساسی قاضی ارشد ایالات متحده را رئیس جلسه محاکمه وی تعیین کرده است.

### رئیس جلسه شمارش آرای الکترال
اصلاحیه دوازدهم تعیین می‌کند که معاون رئیس‌جمهور، به عنوان رئیس سنا، آرای الکترال کالج را دریافت می‌کند، و سپس، با حضور سناتورها و نمایندگان مجلس نمایندگان، آرا مهر و موم شده که آرای الکترال هر ایالت که گزینندگان آن ایالت به نامزد برنده در آن ایالت داده‌اند و آرا توسط فرماندار آن ایالت هم تأیید شده را، باز می‌کند و با شمارش آرا رئیس‌جمهور و معاون رئیس‌جمهور منتخب به صورت رسمی اعلام می‌شوند.
در این مقام، چهار معاون رئیس‌جمهور توانسته‌اند انتخاب خود برای ریاست جمهوری را اعلام کنند: جان آدامز، توماس جفرسون، مارتین ون بورن و جرج اچ. دابلیو بوش. برعکس، جان سی. برکینریج در سال ۱۸۶۱، ریچارد نیکسون در سال ۱۹۶۱، و ال گور در سال ۲۰۰۱، همگی به دنبال نتایج انتخابات، رقیبان خود در انتخابات ریاست جمهوری را به عنوان پیروز رسمی انتخابات اعلام کرده‌اند.

### جانشین رئیس‌جمهور
ماده ۲، بخش ۱، بند ۶ تصریح می‌کند که معاون رئیس‌جمهور «اختیارات و وظایف» ریاست جمهوری را در صورت برکناری، مرگ، استعفا یا ناتوانی رئیس‌جمهور به عهده می‌گیرد. با این حال، به وضوح بیان نمی‌کند که آیا معاون رئیس‌جمهور، با عنوان رسمی رئیس‌جمهور تا آخر دوره رئیس‌جمهور می‌ماند یا تا زمان انجام یک انتخابات زودهنگام به عنوان کفیل ریاست جمهوری عمل می‌کند. سوابق بحث از کنوانسیون قانون اساسی در سال ۱۷۸۷، همراه با نوشته‌های بعدی شرکت کنندگان مختلف در این زمینه، نشان می‌دهد که نویسندگان قانون اساسی قصد داشتند معاون رئیس‌جمهور به‌طور موقت از اختیارات ریاست جمهوری استفاده کند، نه این‌که به‌طور رسمی تا انتهای دوره به عنوان رئیس‌جمهور عمل کند.
این مسئله برای اولین بار در سال ۱۸۴۱، پس از مرگ رئیس‌جمهور ویلیام هنری هریسون، آزمایش شد. جان تایلر، معاون رئیس‌جمهور هریسون، ادعا کرد که وی رئیس‌جمهور رسمی ایالات متحده شده، نه این‌که فقط اختیارات رئیس‌جمهور را به‌صورت موقت بدست گرفته است. او به عنوان رئیس‌جمهور رسمی ایالات متحده سوگند یاد کرد و از تأیید اسنادی که وی را «کفیل ریاست جمهوری» می‌نامیدند، خودداری کرد. اگرچه برخی در کنگره ادعای تایلر را به عنوان نقض قانون اساسی محکوم کردند، وی به موضع خود پایبند بود. نظر تایلر سرانجام هنگامی که سنا و مجلس نمایندگان به تأیید وی به عنوان رئیس‌جمهور رأی دادند، غالب شد. این اتفاق سابقه ای مهم برای انتقال منظم قدرت ریاست جمهوری به معاونش تا پایان دوره، پس از مرگ رئیس‌جمهور شد، اما تا سال ۱۹۶۷ که این مهم در متمم بیست و پنجم قانون اساسی ایالات متحده آمریکا به صراحت بیان شد، به‌طور صریحی در قانون اساسی وجود نداشت.
در مجموع، ۹ معاون رئیس‌جمهور در میانه دوره رئیس‌جمهور به جانشینی او رسیده‌اند. علاوه بر تایلر، به ترتیب میلارد فیلمور، اندرو جانسون، چستر آلن آرتور، تئودور روزولت، جان کالوین کولیج، هری اس ترومن، لیندون بی. جانسون و جرالد فورد.

## انتخاب معاون رئیس‌جمهور
به علت این‌که ممکن است معاون رئیس‌جمهور به ریاست جمهوری برسد باید شرایطی عیناً شبیه او داشته باشد.
- متولد ایالات متحده آمریکا باشد.
- حداقل ۳۵ سال سن داشته باشد.
- دست‌کم ۱۴ سال در ایالات متحده آمریکا زندگی کرده باشد.[۱۶]

در جریان انتخابات ریاست جمهوری ایالات متحده آمریکا، معرفی نامزد معاون رئیس‌جمهور موجب توازن میان جناح‌های مختلف حزب شده و به افزایش مشارکت عمومی در انتخابات کمک می‌کند. به عنوان مثال، اگر حزبی در یک انتخابات ریاست جمهوری یک نامزد جوان و لیبرال مسلک را از منطقه شمال شرقی کشور برای ریاست جمهوری معرفی کند، سعی می‌شود نامزد معاونت ریاست جمهوری با سن بالا از جنوب و با گرایش‌های میانه‌رو تر انتخاب شود تا در نهایت میان تمایلات متعدد داخل حزب نوعی توازن برقرار گردد. رای‌دهندگان نیز با در نظر گرفتن مجموع امتیازات نامزد ریاست جمهوری و نامزد معاونت ریاست جمهوری در انتخابات شرکت می‌کنند.
براساس متمم بیست و پنجم قانون اساسی ایالات متحده آمریکا در صورتی که پست معاونت ریاست جمهوری به هر دلیلی-مرگ، استیضاح، استعفا یا رسیدن به ریاست جمهوری-خالی شود، رئیس‌جمهور موظف است فردی را به کنگره ایالات متحده آمریکا معرفی کند و با تصویب اکثریت آراء هر دو مجلس، وی به عنوان معاون رئیس‌جمهور برگزیده می‌شود. نخستین فردی که بر اساس این اصلاحیه به عنوان معاون رئیس‌جمهور انتخاب شد، جرالد فورد بود. اسپیرو اگنیو به دلیل اتهامات فساد مالی در ۱۹۷۳ استعفا کرد و نیکسون، فورد را به عنوان جانشین وی برگزید.

## معاونان رؤسای جمهور در گذر زمان
درطول بیش از ۲۰۰ سال گذشته، ۱۶ تن از ۵۰ معاون رئیس‌جمهور توانستند بر صندلی ریاست جمهوری تکیه زنند. این افراد عبارت‌اند از: جان آدامز، توماس جفرسون، مارتین ون بورن، جان تایلر، میلارد فیلمور، اندرو جانسون، چستر آلن آرتور، تئودور روزولت، وارن گامالیل هاردینگ، هری ترومن، ریچارد نیکسون، لیندون بی. جانسون، جرالد فورد، جرج اچ. دابلیو. بوش و جو بایدن.

### معاونان رؤسای‌جمهور زنده (از پیرترین به جوان‌ترین)

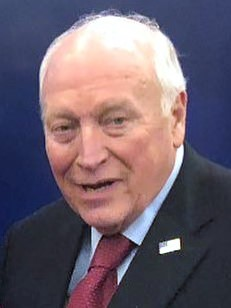
دیک چینی (۲۰۰۱–۲۰۰۹) زاده ۳۰ ژانویهٔ ۱۹۴۱
(۸۴ سال، ۱۲۶ روز)
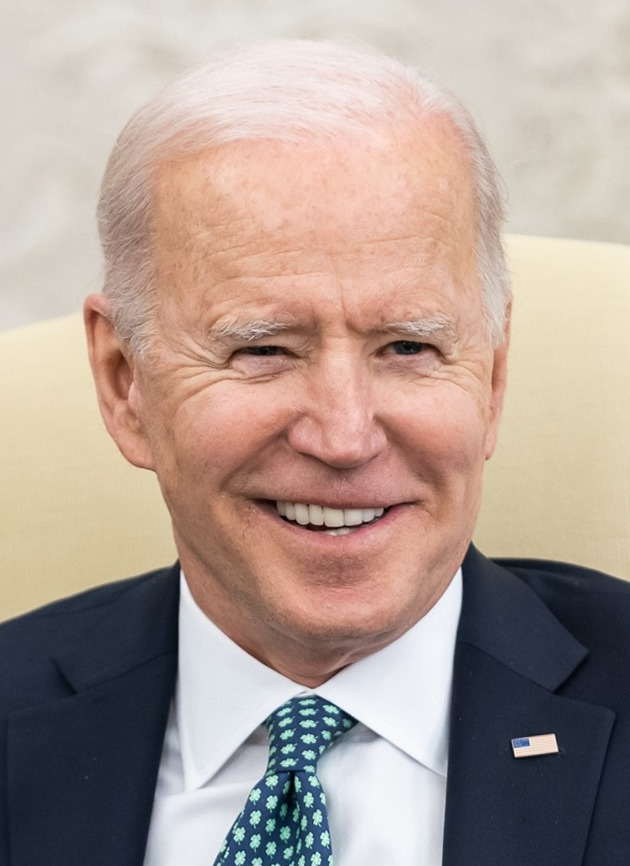
جو بایدن (۲۰۰۹–۲۰۱۷) زاده ۲۰ نوامبر ۱۹۴۲ (۸۲ سال، ۱۹۷ روز)
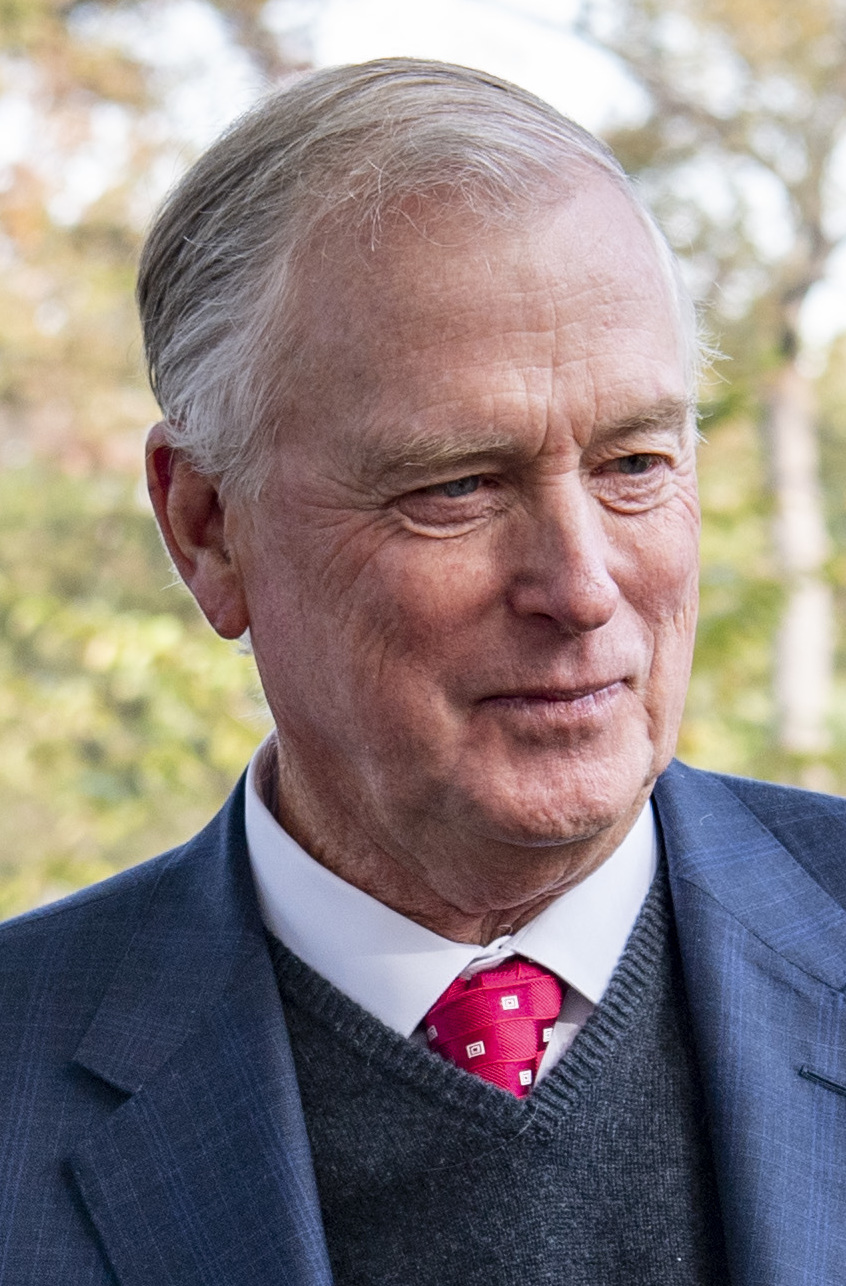
دن کویل (۱۹۸۹–۱۹۹۳)
زاده ۴ فوریهٔ ۱۹۴۷
(۷۸ سال، ۱۲۱ روز)
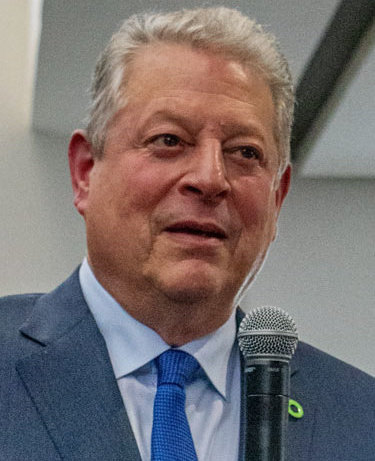
ال گور (۱۹۹۳–۲۰۰۱) زاده ۳۱ مارس ۱۹۴۸
(۷۷ سال، ۶۶ روز)
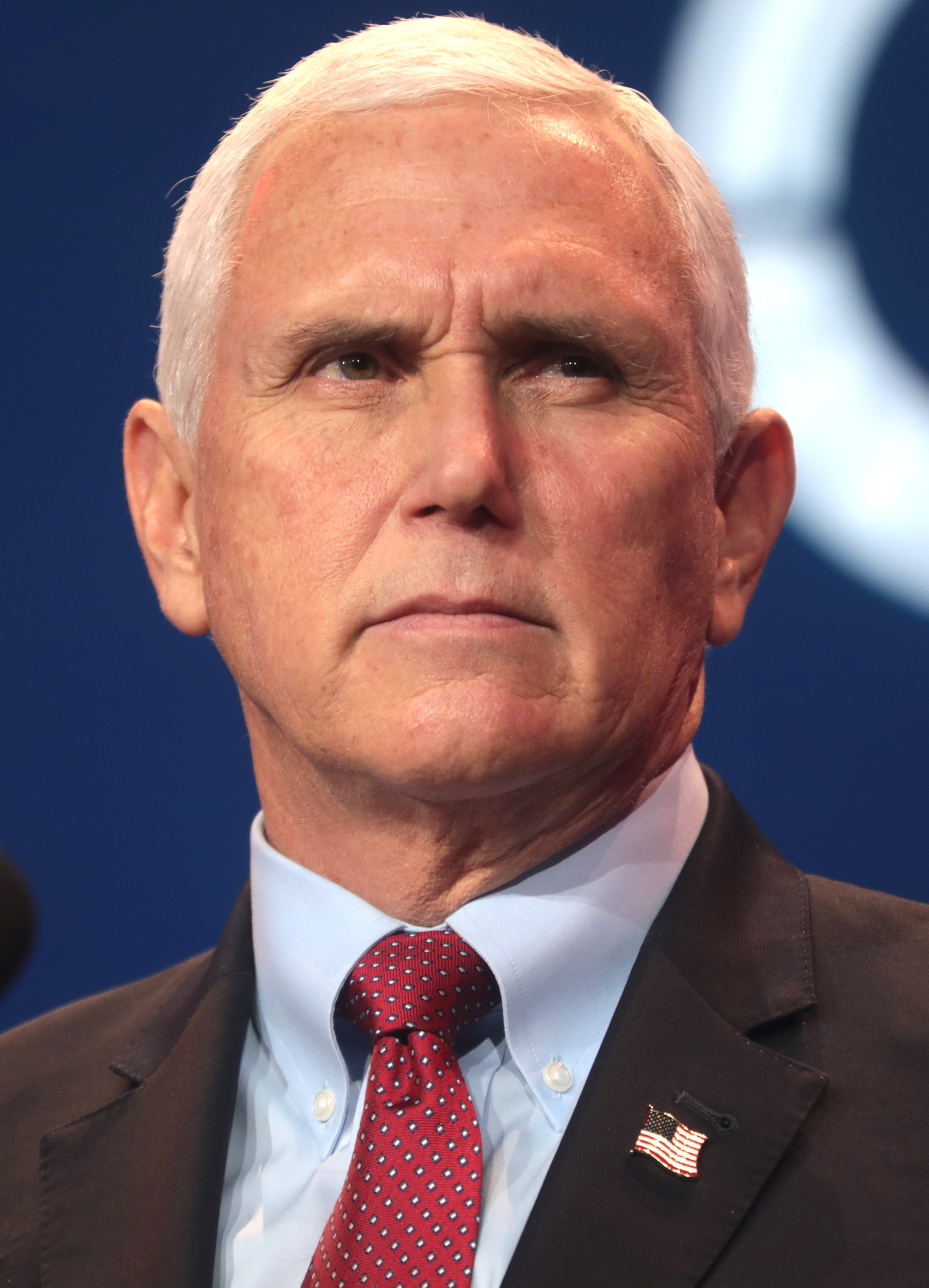
مایک پنس (۲۰۲۱-۲۰۱۷)
زاده ۷ ژوئن ۱۹۵۹
(۶۵ سال، ۳۶۳ روز)
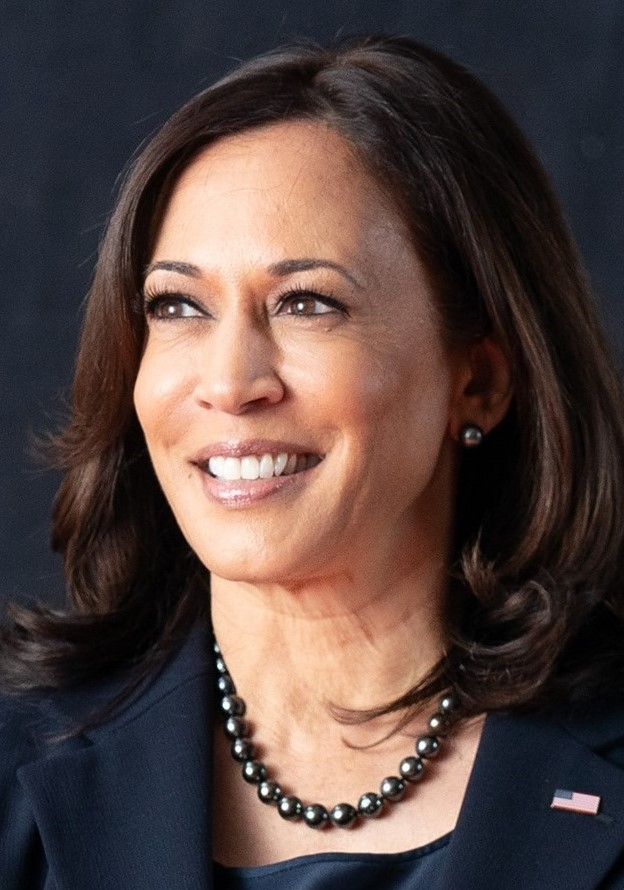
کامالا هریس (۲۰۲۱-۲۰۲۵)
زاده ۲۰ اکتبر ۱۹۶۴
(۶۰ سال، ۲۲۸ روز)
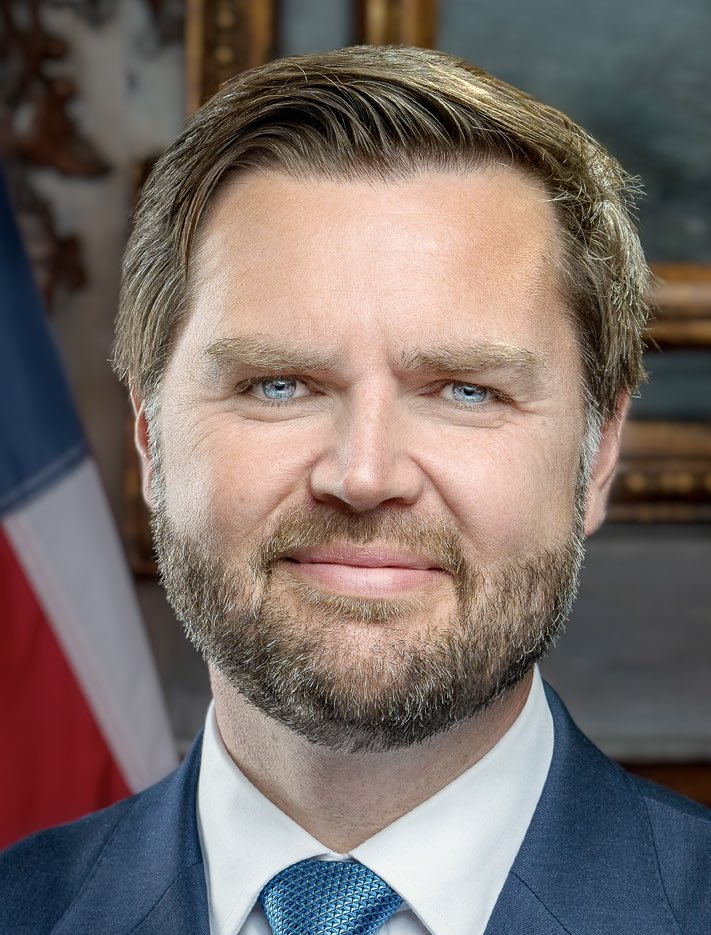
جی دی ونس
(۲۰۲۵ - اکنون)
زاده ۲ اوت ۱۹۸۴
(۴۰ سال، ۳۰۷ روز)